# Commodore VIC-20
De Commodore VIC-20 was de voorloper van de Commodore 64 en als zodanig een van de eerste homecomputers. De VIC-20 kwam in 1981 op de markt, en was de eerste computer waarvan er een miljoen exemplaren zijn verkocht.
Het acroniem VIC staat voor Video Interface Chip.

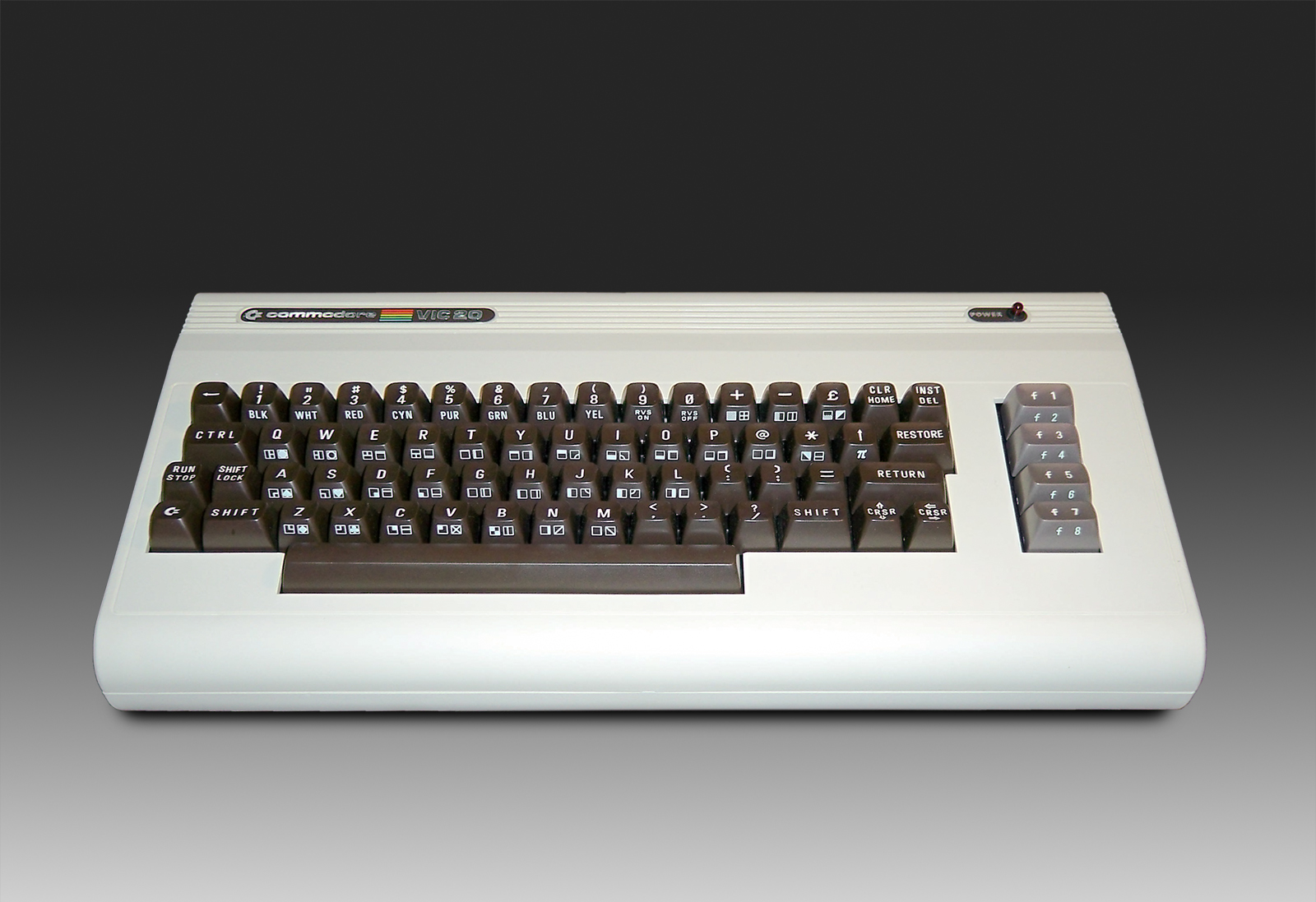
Commodore VIC-20

## Geschiedenis
De VIC-20 was bedoeld als een goedkopere versie dan de PET computer. Het was uitgerust met dezelfde MOS 6502-processor en had 5kB geheugen aan boord, waarvan 3,5kB beschikbaar was als gebruikersgeheugen. Het RAM-geheugen was wel weer uitbreidbaar met een externe cartridge van bijvoorbeeld 16kB.
De VIC-20 werd ontworpen door Bob Yannes, die ook de SID-geluidschip ontwierp voor de Commodore 64. Later richtte Yannes het bedrijf Ensoniq op en werkte daar als ontwerper van synthesizers.

### Einde
In 1982 was de VIC-20 de bestverkopende computer van het jaar, met 800.000 verkochte exemplaren. In de zomer van 1982 kwam Commodore met de Commodore 64, een meer geavanceerde computer met 64kB aan RAM geheugen en verbeterde eigenschappen. De verkopen van de VIC-20 kelderden, en de productie werd gestaakt in januari 1985.